# Spencer Olivier
Spencer Olivier (5 gennaio 1999) è un pallavolista statunitense, schiacciatore dell'Akaa.

## Carriera

### Club
Dopo aver mosso i primi passi nei tornei scolastici californiani con l'Arnold O. Beckman HS, gioca a livello universitario nella NCAA Division I: fa parte della CSU Long Beach dal 2018, saltando tuttavia l'annata, al 2023 e raggiunge in tre occasioni le fasi finali del torneo, conquistando un titolo nazionale e qualche riconoscimento individuale.
Fa il suo esordio nella pallavolo professionistica prendendo parte alla National Volleyball Association 2023 con gli OC Stunners, vincendo lo scudetto e venendo insignito del premio come miglior schiacciatore. Trascorre poi la stagione 2023-24 nell'Extraliga ceca, dove difende i colori del Karlovarsko, prima di disputare la Liga de Voleibol Superior Masculino 2024 con i Plataneros de Corozal, venendo premiato come MVP della regular season e inserito nell'All-Star Team del torneo; qualche settimana dopo la conclusione degli impegni a Porto Rico, nel gennaio 2025, viene ingaggiato dall'Akaa per la seconda parte della Lentopallon Mestaruusliiga 2024-25, vincendo sia la Coppa di Finlandia che lo scudetto.

### Nazionale
Fa parte della nazionale statunitense under 21 che partecipa al campionato nordamericano under 21 2018.
Nel 2021 debutta in nazionale maggiore in occasione del campionato nordamericano, andando poi a conquistare, un anno dopo, la medaglia di bronzo alla NORCECA Final Six.

## Palmarès

### Club
- NCAA Division I: 1

2019
- NVA: 1

2023
- Campionato finlandese: 1

2024-25
- Coppa di Finlandia: 1

2024

### Nazionale (competizioni minori)
- NORCECA Final Six 2022

### Premi individuali
- 2022 - NCAA Division I: Los Angeles National All-Tournament Team
- 2023 - All-America Second Team
- 2023 - National Volleyball Association: Miglior schiacciatore
- 2024 - Liga de Voleibol Superior Masculino: MVP della Regular season
- 2024 - Liga de Voleibol Superior Masculino: All-Star Team